# Gelber Löwe (1622)
Gelber Löwe (1622) (пол. "Żółty Lew", укр. "Жовтий лев") - перший корабель військового флоту  Сигізмунда ІІІ Васа, що був збудований і завершений у Речі Посполитій (Королівській Прусії). Двощогловий пінк збудували 1622 у Гданську.

## Історія
Був найменшим кораблем флоту, званий "старим пінком" через дещо застарілу конструкцію. Брав участь у битві під Оливою 28 листопада 1627 під командуванням Ганса Кізеро (нім. Hans Kizero).
2 грудня 1627 був висланий для розвідки разом з "Fliegender Hirsch", "Arche Noah", "Meerweib". Єдиний з них захопив нідерландський торговий флейт (названий у флоті "Feniks"). 15 квітня вийшов у новий похід разом з "Meerweib", "Schwarzer Rabe" i "Feniks".
Вночі 6 липня 1628 шведське військо з артилерією атакувало флот в усті Вісли біля замку Віслоустя (нім. Weichselmünde). "Gelber Löwe" отримав попадання запального ядра у порохову камеру і вибухнув.